# Agaleptus tanzanicus
Agaleptus tanzanicus är en skalbaggsart som beskrevs av Karl Adlbauer 1996. Agaleptus tanzanicus ingår i släktet Agaleptus och familjen långhorningar. Inga underarter finns listade i Catalogue of Life.